# Sagrada familia
Sagrada familia (bra/prt: Sagrada Família) é uma série de televisão espanhola de drama e suspense criada por Manolo Caro para Netflix. É estrelada por Najwa Nimri, Alba Flores, Carla Campra, Álex García, Macarena Gómez, Álvaro Rico e Laura Laprida. Estreou na Netflix em 14 de outubro de 2022. Em 15 de novembro de 2022, a série renovada para uma segunda e última temporada, com estreia programada para outubro de 2023.

## Premissa
Julia Santos é uma mulher que se muda para Fuente del Berro sob a identidade falsa de Gloria Román com os filhos Nico e Mariana Santos, que também vivem sob a identidade falsa de Hugo e Aitana Martínez, respectivamente. Uma vez em Fuente del Berro, Gloria tenta escapar do seu passado sombrio e logo estabelece uma relação estreita com vários vizinhos, embora aos poucos descubra que o bairro guarda tantos segredos quanto ela. Quando esses mistérios se chocam, Gloria não tem escolha a não ser proteger o que mais ama: sua família.

## Elenco

### Principal
- Najwa Nimri como Gloria Román / Julia Santos[9]
- Alba Flores como Caterina / Edurne[11]
- Carla Campra como Aitana Martínez / Mariana Santos[9]
- Iván Pellicer como Abel Martínez / Eduardo Santos[6]
- Álex García como Germán[6]
- Macarena Gómez como Blanca[12]
- Álvaro Rico como Marcos Almonacid (Episódio 1–7)[6]
- Laura Laprida como Natalia Alberche[13]
- Jon Olivares como Pedro Olivares Simón[13]
- Ella Kweku como Alicia Bainné Olabarrieta[14]
- Nicolás Illoro como Santiago "Santi" Santos[13]
- Miguel Ángel Solá como Fernando Alberche

### Recorrente
- Lorenzo Angelotti como Lorenzo Fernández
- Fernando Andina como Ramón Fernández
- Pol Hermoso como Felipe
- Raquel Farias como Rosa
- Miri Pérez-Cabrero como Mónica
- Claudia Melo como Claudia
- Cecilia Suárez como Professora (Episódio 1)
- Ismael Artalejo como Adolfo Almonacid, pai de Marcos (Episódio 2)

## Episódios

### 1.ª Temporada (2022)
| N.º | Título (no Brasil)                        | Dirigido por | Escrito por                                                                                | Lançamento          |
| --- | ----------------------------------------- | ------------ | ------------------------------------------------------------------------------------------ | ------------------- |
| 1 | "La grieta" "Racha na família"            | Manolo Caro  | Fernando Pérez López, María Miranda Anguita, Manolo Caro & Gabriel Nuncio                  | 14 de julho de 2022 |
| Uma família com um segredo perturbador recomeça a vida em Madri, onde novas relações complicam seus planos e fazem o passado vir à tona.              |                                           |              |                                                                                            |                     |
| 2 | "Soy Gloria Román" "Eu sou Gloria Román"  | Manolo Caro  | Fernando Pérez López, María Miranda Anguita, Manolo Caro, Gabriel Nuncio & Ismael Artalejo | 14 de julho de 2022 |
| Gloria insiste em manter segredo, mas Aitana e Abel se rebelam. Caterina e Germán decidem ousar na investigação.                                      |                                           |              |                                                                                            |                     |
| 3 | "Cuatro cuerpos" "Quatro corpos"          | Manolo Caro  | Fernando Pérez López, María Miranda Anguita, Manolo Caro & Gabriel Nuncio                  | 14 de julho de 2022 |
| O passado de Gloria, Abel e Aitana começa a vir à tona. Alicia e Blanca lidam com questões familiares difíceis. Gloria faz um acordo.                 |                                           |              |                                                                                            |                     |
| 4 | "Melilla"                                 | Manolo Caro  | Fernando Pérez López, María Miranda Anguita, Manolo Caro & Gabriel Nuncio                  | 14 de julho de 2022 |
| Gloria aproveita que Aitana e Abel saíram à noite para ficar em casa com amigas. Caterina encontra respostas, mas não são o que ela esperava.         |                                           |              |                                                                                            |                     |
| 5 | "Once de noviembre" "11 de novembro"      | Manolo Caro  | Fernando Pérez López, María Miranda Anguita, Manolo Caro & Gabriel Nuncio                  | 14 de julho de 2022 |
| Germán retorna de uma viagem de trabalho e descobre que vai atuar em outro caso. Gloria pede a ajuda de Abel. Marcos recebe um telefonema enigmático. |                                           |              |                                                                                            |                     |
| 6 | "Au pair"                                 | Manolo Caro  | Fernando Pérez López, María Miranda Anguita, Manolo Caro & Gabriel Nuncio                  | 14 de julho de 2022 |
| Caterina e Germán elaboram um plano e se preparam para uma festa. Marcos surpreende Aitana. Alicia e Pedro lidam com uma notícia frustrante.          |                                           |              |                                                                                            |                     |
| 7 | "Aquel coche en llamas" "Carro em chamas" | Manolo Caro  | Fernando Pérez López, María Miranda Anguita, Manolo Caro & Gabriel Nuncio                  | 14 de julho de 2022 |
| Gloria resolve partir para o ataque. Aitana reage a uma tragédia. Germán se prepara para concluir sua missão.                                         |                                           |              |                                                                                            |                     |
| 8 | "Hijo de la luna" "Filho da lua"          | Manolo Caro  | Fernando Pérez López, María Miranda Anguita, Manolo Caro & Gabriel Nuncio                  | 14 de julho de 2022 |
| Diante da realidade de sua situação, Abel e Aitana tomam decisões difíceis. Caterina pede um favor a Pedro. Natalia se reencontra com os parentes.    |                                           |              |                                                                                            |                     |

## Produção
Em 8 de outubro de 2021, a Netflix anunciou em sua conta espanhola no Twitter que as filmagens de uma nova série, intitulada Sagrada familia, haviam começado. A ideia original da série foi desenvolvida pelo roteirista mexicano Manolo Caro em 2019.
Criada por Manolo Caro, a série foi escrita por Caro ao lado de Fernando Pérez e María Miranda. É produzida pela Noc Noc Cinema. Os locais de filmagem incluíram Madrid e Melilha.
As filmagens da segunda temporada terminaram em 17 de fevereiro de 2023.

## Lançamento
Em 7 de setembro de 2022, a Netflix lançou o primeiro trailer da série e marcou sua estreia para 14 de outubro de 2022. A primeira temporada de 8 episódios foi lançada em 14 de outubro de 2022. Foi renovada para uma segunda temporada em 15 de novembro de 2022, que está programada para ser lançada em outubro de 2023. Em julho de 2023, foi revelado que a segunda temporada seria a última.